# بول تومبسون (كرة سلة)
بول تومبسون (بالإنجليزية: Paul Thompson)‏ مواليد 25 مايو 1961 في سميرنا، هو لاعب كرة سلة أمريكي سابق. بدأ مسيرته الاحترافية في سنة 1983. تم اختياره من قبل فريق كليفلاند كافالييرز خلال الدرافت. يبلغ طوله 6 قدم 6 بوصة (2.0 م). اعتزل اللعب في 1999.

## المسيرة الاحترافية
لعب مع كليفلاند كافالييرز من سنة 1983 إلى 1985، ثم لعب مع ميلووكي باكز في سنة 1985، ثم لعب مع فيلادلفيا سفنتي سيكسرز في سنة 1985، ثم لعب مع ليموج سي إس بي في الدوري الفرنسي في موسم 1986–1987، ثم لعب مع دين بوش من سنة 1987 إلى 1989، ثم لعب مع برشلونة في الدوري الإسباني في موسم 1989–1990، ثم لعب مع دينامو باسكت ساساري في الدوري الإيطالي من سنة 1990 إلى 1992.

## روابط خارجية
- بول تومبسون على موقع إن بي أي (الإنجليزية)
- بول تومبسون على موقع سبورتس رفرنس (الإنجليزية)
- بول تومبسون على موقع كلية كرة السلة في سبورتس رفرنس.كوم (الإنجليزية)
- بول تومبسون على موقع ريلجم (الإنجليزية)
- بول تومبسون على موقع بروبوليرز (الإنجليزية)